# Carlo Romanatti
Carlo Romanatti (né le 27 octobre 1910 à Bulgarograsso et mort le 12 février 1975 à  Brescia) est un coureur cycliste italien. Professionnel de 1930 à 1941 puis en 1946, il a pris la deuxième place du Milan-San Remo 1936 et a terminé six tours d'Italie.

## Palmarès
- 1931
  - 3e de la Coppa San Geo
- 1933
  - 7e du Tour de Suisse
- 1934
  - 7e du Tour de Catalogne
  - 9e de Milan-San Remo
- 1935
  - 2e du Tour du Nord-Ouest de la Suisse
  - 4e du Tour de Suisse
- 1936
  - 2e de Milan-San Remo
  - 3e de la Coppa Bernocchi
  - 10e du Tour de Lombardie
- 1937
  - 6e du Tour de Lombardie

## Résultats sur les grands tours

### Tour de France
1 participation
- 1937 : 36e

### Tour d'Italie
- 1930 : 24e
- 1933 : 12e
- 1934 : abandon (5e étape)
- 1935 : 28e
- 1936 : 33e
- 1937 : abandon (3e étape)
- 1938 : 30e
- 1939 : 38e
- 1940 : non-partant (12e étape)